# Kenyapithecus wickeri
Kenyapithecus wickeri è una scimmia antropomorfa estinta scoperta da Louis Leakey nel 1961 in Kenya nel sito di Fort Ternan.
La mascella superiore e i denti sono stati datati a 14 milioni di anni fa. Una teoria afferma che Kenyapithecus può essere l'antenato comune di tutte le grandi scimmie, mentre ricerche più recenti suggeriscono che sia la più primitiva fra queste, solo leggermente più moderna rispetto a Proconsul.
L'evidenza suggerisce che Kenyapithecus wickeri è stata una delle specie di scimmie che ha iniziato una migrazione fuori dall'Africa.